# Mohavea
Mohavea je maleni rod jednogodišnjeg raslinja iz porodice trpučevki , dio potporodice Antirrhinoideae. 
Sastoji se od dvije sjevernoameričke vrste iz jugozapada SAD–a i i sjeverozapadnog Meksika. Tipična je Mohavea viscida. Cav. , sinonim za M. confertiflora.

## Etimologija
Ime roda dolazi po rijeci Mohave, gdje je John C. Frémont prvi skupio primjerke.

## Opis
Stabljika je uspravna; lišće naizmjenično, široko lancetasto, cijelo; žile peraste. Cvjetovi pojedinačni u pazušcima. Cvijet: čašnih režnjeva 5, ± jednakih; cijev vjenčića s vrećastim produžetkom na dnu, usne raširene, ± lepezaste, donja usna baza natečena, zatvara usta; prašnika 2, staminoda 2. Plod koso jajast, krhak; komore se otvaraju 1-2 velike pore blizu vrha. Sjemenke jajolike, plosnate, glatke.

## Vrste
1. Mohavea breviflora Coville
2. Mohavea confertiflora (Benth.) Jeps.